# Yakovlev Yak-2
Le Yakovlev Yak-2 est un bombardier léger et avion de reconnaissance soviétique de la Seconde Guerre mondiale, introduit en 1940.
Il est le précurseur du Yak-4, aussi connu sous les désignations No22, Ya-22, et BB-22.
Un total de 111 unités fut produit.